# Kodscho
Kodscho oder Kocho (arabisch كوجو Kaudschu, DMG Kauǧū, kurmandschi Koço) ist ein jesidisches Dorf in den umstrittenen Gebieten des Nordiraks. Es liegt im Distrikt Sindschar, südlich des Dschabal Sindschar und etwa 20 bis 25 km südwestlich der gleichnamigen Hauptstadt (Sindschar) des Distriktes im Gouvernement Ninawa. Internationale Bekanntheit erlangte das Dorf 2014 durch den Völkermord des Islamischen Staates an den Jesiden.

## Geschichte
Kodscho gehört wie die gesamte Region Sindschar zu den umstrittenen Gebieten im Nordirak. Laut Artikel 140 der irakischen Verfassung sollte eine Volksabstimmung über den Status des Dorfes und das Schicksal der Einwohner entscheiden. Seit 2003 war das Dorf von kurdischen Peschmerga Truppen besetzt, diese flüchteten am 2. August 2014 aus dem Dorf. Am Tag darauf übernahm der Islamische Staat die totale Kontrolle über das Dorf. Am 25. Mai 2017 befreiten irakische Streitkräfte zusammen mit jesidischen Milizen das Dorf vom IS.

## Bevölkerung
In Kodscho lebten ausschließlich Jesiden, diese waren überwiegend Bauern und Schafzüchter, wenn auch nicht alle. Mitte der Fünfzigerjahre besiedelten die ersten jesidischen Familien diese Gegend, zuvor wurde es von sunnitischen Arabern bewohnt. Die Jesiden haben jedoch einen Anwalt engagiert und das Land gekauft sowie später ein Dorf gegründet, dies vom Vater des Bürgermeisters Ahmed Jassim.

## Massaker an Jesiden aus Kodscho
Am 3. August 2014 verübte der Islamische Staat einen Völkermord an den dort lebenden Jesiden. Das Massaker konnte sich nur ereignen, da die kurdischen Peschmerga vor dem IS geflüchtet waren und die Jesiden schutzlos allein gelassen hatten. Der Islamische Staat sperrte die Jesiden 12 Tage im Dorf ein und stellte ihnen ein Ultimatum von drei Tagen, zum Islam zu konvertieren. Ansonsten würde er sie alle umbringen. Da die Jesiden sich weigerten, kam es zum Massaker am 15. August 2014. Der IS trennte die Männer von den Frauen und Kindern und brachte sie in die Sekundarschule des Dorfes, wo sie Handys und Schmuck abgeben mussten. Im Dorf Kodscho lebten schätzungsweise 1826 Jesiden. Der Islamische Staat enthauptete ca. 600 jesidische Männer, einige wurden auch erschossen oder bei lebendigem Leib verbrannt. Die Leichen sowie einige Menschen, die noch am Leben waren, wurden in Massengräber geworfen. Anschließend verschleppte der IS über 1000 jesidische Kinder und Frauen aus dem Dorf. Die Jungen unter 14 Jahren wurden in Militärcamps des IS gebracht, wo sie zu IS-Terroristen ausgebildet werden, die jesidischen Frauen und Mädchen wurden als Sklavinnen gehalten und sexuell missbraucht. Zuvor waren 90 Jesiden (darunter zwölfjährige Jungen) am 3. August 2014 im Nachbardorf Qiniyeh von IS-Terroristen erschossen worden.
In Kodscho wurden bisher sechs Massengräber gefunden. Das ist ein Viertel der Massengräber in Sindschar, die bekannt sind (Stand Juni 2016). Am 15. März 2019 begann die Exhumierung der Massengräber durch UN-Ermittler.

## Persönlichkeiten
- Nadia Murad, jesidische Menschenrechtsaktivistin, UN-Sonderbotschafterin und Friedens-Nobelpreisträgerin, geboren in Kodscho.[18]
- Lamija Adschi Baschar, jesidische Menschenrechtsaktivistin und EU Sacharow-Preisträgerin, geboren in Kodscho.[19]